# Vigo (Paderne)
Vigo o San Julián de Vigo (llamada oficialmente San Xulián de Vigo) es una parroquia y un lugar español del municipio de Paderne, en la provincia de La Coruña, Galicia.

## Entidades de población
Entidades de población que forman parte de la parroquia:
- A Picota
- Donín
- Esperela (A Esperela)
- San Amede[5] o San Mamede (Samede)
- Vigo

## Demografía

### Parroquia
| Gráfica de evolución demográfica de Vigo (parroquia) entre 2000 y 2019 |
|                                                                        |
| Datos según el nomenclátor publicado por el INE.                       |

### Lugar
| Gráfica de evolución demográfica de Vigo (lugar) entre 2000 y 2019 |
|                                                                    |
| Datos según el nomenclátor publicado por el INE.                   |